# فكتور كيم
فكتور كيم هو لاعب كرلنغ كازاخستاني، ولد في 27 يوليو 1955 في كازاخستان.

## وصلات خارجية
- فكتور كيم على موقع الاتحاد الدولي للكرلنغ (الإنجليزية)